# Norland College
Norland College, fundada em 1892 por Emily Ward, é uma escola provedora de ensino para o cuidado de crianças e bebês.
A escola é uma referência mundial na formação de babás, Babysitting e cuidadores de crianças.
Em 1981 a BBC realizou um documentário sobre a escola, e em fevereiro de 1999, o primeiro cuidador de crianças do sexo masculino foi aceito na escola desde a sua inauguração, em 1892.